# Voievodeasa, Suceava
Voievodeasa (denumire populară Fișîntal, în germană Fürstenthal) este un sat în comuna Sucevița din județul Suceava, Bucovina, România.

## Istoric
Fürstenthal a fost o colonie germană din Bucovina, înființată la începutul sec. al XIX-lea, cu germani (țipțeri) originari din Boemia. Aici a funcționat o fabrică de sticlă, din 1803 până în 1888, când a fost distrusă de un incendiu. Localitatea a avut statut de comună până în anul 1942, când, prin Ordinul Preturii Plășii Ștefan Vodă nr. 682/1942, a devenit sat component al comunei Sucevița.
Între 14-19 iulie 1783 împăratul Iosif al II-lea a efectuat o vizită în Ducatul Bucovinei, ocazie cu care a trecut prin Valea Voievodesei spre Sucevița. Fiind impresionat de peisaj, de aerul ozonat, de pădurile de brad și molid, medicul său personal i-a propus înființarea aici a unei stațiuni climaterice.
Împăratul a hotărât ca în valea respectivă să înființeze o colonie germană, iar stațiunea să fie înființată în localitatea Solca. Din documentele de arhivă reiese că Fürstenthal a devenit comună în anul 1803, după colonizarea cu etnici germani aduși din Boemia, respectiv 20 de familii cu aprox. 80 de suflete.
Etimologia localității provine de la cuvântul „Fürst” (principe) și „Tal” (vale). Numele a fost românizat în perioada interbelică sub forma „Voievodeasa”. În 1918 a fost introdusă limba română în administrație, marea majoritate a locuitorilor rămânând în continuare germani. Comunitatea și-a continuat viața prosperă în cadrul statului român interbelic.
Odată cu venirea lui Hitler la putere în Germania, politica privind minoritățile germane de pretutindeni a luat întorsături dramatice, printre altele în sensul relocării minorităților germane în teritoriile ocupate de cel de-al Treilea Reich. 
În întraga Bucovină trăiau atunci în jur de 12.000 de germani, cei mai mulți fiind relocați în urma convenției semnate între Germania și România la data de 23 septembrie 1940. Conform convenției respective ultimul eșalon de etnici germani din Bucovina urma să plece în decembrie 1944. 
Din Fürstental au plecat 476 de familii cu 1954 de persoane. După 137 de ani de convețuire pașnică și prosperă cu românii, propaganda nazistă i-a dezrădăcinat pe etnicii germani părăsindu-și gospodăriile chibzuit construite și bine înstărite. 
Comuna, astfel depopulată, a fost colonizată din nou de astă dată cu familii de români mai ales din comuna Sucevița, din comuna Marginea și din împrejurimi mai îndepărtate.
În localitate au rămas doar șapte familii de germani cu 31 de suflete. Prin ordinul nr. 682/1942 comuna Voievodeasa a fost desființată, localitatea a fost declarată sat și arondată la comuna Sucevița.
În primăvara anului 1944 biserica romano-catolică a fost transformată în dormitor al soldaților ruși. Aceștia au tras cu mitraliera în tabloul reprezentând Cina cea de Taină. Trei cartușe au rămas înfipte în icoană până în prezent. În anul 1946 lăcașul a fost ocupat de Biserica Ortodoxă Română fără niciun fel de acte sau aprobări din partea Episcopiei de Iași. Casa parohială a fost naționalizată. Episcopul diecezan Anton Durcovici a fost arestat în 1949 și a murit în închisoare în anul 1951. Episcopul auxiliar Ioan Duma a fost de asemenea arestat. După eliberarea din închisoare, în anul 1955, i s-a fixat domiciliu obligatoriu în județul Gorj. 
În aceste condiții, de-abia după răsturnarea regimului totalitar în decembrie 1989, parohul de Rădăuți, preotul Iosif Doboș, a demarat procedurile de redobândire pe cale juridică a clădirii bisericii și a casei parohiale. Mai întâi a fost redobândită casa parohială, iar la 27 aprilie 1995 a fost recuperată și biserica, care a intrat imediat în renovare.
Parohia romano-catolică a fost reactivată în anul 2017. Ca preot paroh a fost numit profesorul Eduard Ferenț, fost rector al seminarului teologic din Iași.

## Localizare
Satul Voivodeasa este așezat pe valea pârâului Voivodeasa, care se varsă în râul Sucevița. Se margineste : 1 La nord ( apus ) - comuna Putna ( dealuri si paduri) 2 La sud ( rasarit ) - comuna Marginea 3 La vest - satul Sucevita 4 La est- Comuna Horodnic de Sus ( dealuri si paduri ) . Orasul ce-l mai apropiat de Voivodeasa este orasul Radauti la 15 km .

## Recensământul din 1930
Componența etnică a satului Voievodeasa
     Români (0,7%)
     Germani (95,55%)
     Evrei (3,5%)
     Altă etnie (0,25%)
Componența confesională a satului Voievodeasa
     Ortodocși (0,5%)
     Evanghelici\Luterani (0,3%)
     Romano-catolici (95,7%)
     Mozaici (3,5%)
Conform recensământului efectuat în 1930, populația satului Voievodeasa se ridica la 1908 locuitori. Majoritatea locuitorilor erau germani (95,55%), cu o minoritate de români (0,7%) și una de evrei (3,5%). Alte persoane s-au declarat: ruteni (2 persoane) și polonezi (4 persoane). Din punct de vedere confesional, majoritatea locuitorilor erau romano-catolici (95,7%), dar existau și minorități de evanghelici\luterani (0,3%), ortodocși (0,5%) și mozaici (3,5%).

## Personalități
- Joseph Weber (1846-1918) - arhiepiscop romano-catolic, episcop auxiliar de Lemberg (1895-1906)

## Monumente

### Biserica
Coloniștii germani au ridicat în anul 1822 o biserică romano-catolică mică din lemn, precum și o școală. Biserica din lemn a fost dezmenbrată în 1865, după cum rezultă din inscripția de pe piatra vechiului altar, situat în prezent în fața actualei biserici. Pe monumentul respectiv este săpat textul: "Monumentum Altaris Ecclesiae veteris ligneae aedificatae anno 1822, abolitae anno 1865" ("Monumentul altarului vechii biserici din lemn clădită în 1822 și desființată la 1865").
Pe aceeași parcelă de teren, în anul 1870 a fost zidită o biserică din piatră și carămidă acoperită cu tablă, în formă de navă, în stil neoromanic, cu turn în față. Lângă biserică a fost construită o casă parohială din căramidă, acoperită cu tablă. Aceasta servește și drept locuință a preotului.
Biserica a fost renovată și apoi resfințită la 3 iulie 2005 de episcopul romano-catolic de Iași Petru Gherghel.

### Obeliscul lui Rudolf de Habsburg
În satul Voievodeasa, pe partea dreaptă a DN 17A, în sensul de mers dinspre Rădăuți către Sucevița, se găsește o coloană din piatră. În motivul ornamental cioplit pe suprafața cilindrică de la baza coloanei se află patru medalioane cu litera “R”. Acest obelisc a fost ridicat de locuitorii din colonia germană Fürstenthal (astăzi Voievodeasa) pentru a marca trecerea prin localitate a arhiducelui Rudolf de Habsburg, singurul fiu al împăratului Franz Joseph al Austriei și al împărătesei Elisabeta, cel care, la mai puțin de doi ani de la vizita sa în Bucovina (7 - 11 iulie 1887), a murit, în condiții încă pe deplin neelucidate, în castelul de vânătoare de la Mayerling. Obeliscul, ridicat „în aducere aminte” a acestei vizite, cu coloana cioplită din piatră avea, cu tot cu soclu, o înălțime de 8,5 metri. Vârful obeliscului se încheia printr-o coroană împărătească, care a dispărut din vârful obeliscului după 1940, când s-a încheiat repatrierea germanilor care au locuit în Bucovina. De pe soclul monumentului a fost înlăturată și placa de plumb care consemna trecerea prin localitate a arhiducelui, la 9 iulie 1887.
Soclul este format din patru postamente pătrate suprapuse în formă piramidală cu laturi și grosimi diferite ca dimensiuni. Astfel primul postament are grosimea de 0,35 m și laturile de 3 m fiecare al doilea are grosimea de 0,35 m și laturile de 1,70 m al treilea are înălțimea de 0,90 m și laturile de 1,50 m al patrulea are înălțimea de 0,50 m și laturile de 1,30 m în total deci soclul are 2,10 m înălțime pe a treia componentă a soclului pe toate laturile sale sunt săpate câte o ramă cu dimensiunile de 1,10 m lățime 0,60 m înălțime și 0,05 m adâncime. Pe ultima componentă a soclului este plantat obeliscul propriu-zis, de formă tronconică și care ar fi avut cu tot cu coroană înălțimea de 6,40 m iar împreună cu soclul 8,50 m. La înălțimea de 1,50 m, circumferința coloanei are 1,88 m.